# In Darkness
In Darkness (Pools: W Ciemności) is een Pools oorlogsdrama uit 2011 van Agnieszka Holland. De film is deels gebaseerd op het boek In the Sewers of Lvov (1990) van Robert Marshall en vertelt het waargebeurde verhaal van een Poolse ambtenaar die een groep Joden heeft gered. Bij de Oscaruitreiking in 2012 werd In Darkness genomineerd voor een Oscar in de categorie beste buitenlandse film.

## Plot samenvatting
Tijdens de Tweede Wereldoorlog werkt Leopold Socha als rioolinspecteur in de door de nazi's bezette stad Lviv. Tijdens een inspectie in 1943 ontdekt hij in een riool tunnel een groep Joden die uit de getto van Lemberg proberen te ontsnappen. Hij helpt ze te verbergen, maar eist in ruil voor zijn diensten een aanzienlijk hoeveelheid geld. Eerst wordt hij door geld, maar later door mededogen gedreven.

## Rolverdeling
- Robert Więckiewicz als Leopold Socha
- Benno Fürmann als Mundek Margulies
- Agnieszka Grochowska als Klara Keller
- Maria Schrader als Paulina Chiger
- Herbert Knaup als Ignacy Chiger
- Kinga Preis als Wanda Socha
- Krzysztof Skonieczny als Szczepek Wróblewski
- Julia Kijowska als Chaja
- Marcin Bosak als Janek Weiss
- Jerzy Walczak als Jacob Berestycki
- Michał Żurawski als Bortnik
- Zofia Pieczyńska als Stefcia Socha
- Etel Szyc als Szona Grossman
- Andrzej Mastalerz als Sawicki
- Ida Łozińska als Rachela Grossman
- Laura Lo Zito als Irena
- Alexander Levit als Kovalev
- Frank Köbe als Wilhaus